# 熱いぞ!猫ヶ谷!!
『熱いぞ!猫ヶ谷!!』（あついぞ!ねこがや!!）は、克・亜樹による日本の漫画作品、およびそれを原作とした連続ドラマ。講談社『週刊ヤングマガジン』にて、2009年11月2日48号から2011年4月18日20号まで連載。『月刊ヤングマガジン』6号（2011年5月11日）番外編掲載。

## あらすじ
日本最高気温48.4℃を記録した埼玉県猫ヶ谷市を舞台に繰り広げられるラブコメディ。

## 登場人物
伊吹 冬斗（いぶき ふゆと）
猫ヶ谷市に転入してきた主人公。
押切 貴澄（おしきり きすみ）
高2。生徒会・NEKO（猫ヶ谷を永遠にこよなく愛し応援する）委員会の会長。
久下 柿子（くげ かきこ）
高2。全ての運動部に所属する八百屋の娘。
星宮 亜音（ほしみや あおん）
高2。柿子によくイジメられるオタク娘。
恩田 クララ（おんだ クララ）
高2。暑さに弱い。
日向 歩智子（ひなた ふちこ）
高2。環境問題を考える、エコ娘。

## ムービーコミック
- 2010年5月1日よりBeeマンガで漫画に1コマずつ効果音などをつけて撮影し声優が声をあてる動画が全12話放送された[1]。

キャスト
伊吹冬斗：越田直樹
押切貴澄：喜多村英梨
久下柿子：阿久津加菜
星宮亜音：今井麻美
恩田クララ：五十嵐裕美
桜木先生：水野愛日
小曽根先生：桑門そら

## テレビドラマ

### 第1期『熱いぞ!!猫ヶ谷』
『熱いぞ!猫ヶ谷!!』は2010年に制作・放送されたテレビドラマ。2009年に放送された『僕の秘密★兵器』同様、ミスマガジンが週代わりにヒロインを務める。1話完結、全10話。ドラマの舞台は原作と異なり、女子高である。

#### キャスト
- 太字はメインキャラクター。

- 押野育美 - 小池唯
- 田川栞莉 - 高木古都
- 遠藤理沙 - 大谷澪
- 奥井華奈 - 佐武宇綺☆
- 中宿アリス - あいか
- 瀬崎晶 - 新川優愛
- 戸田薫子 - 清水富美加
- 押狩翔 - 川嶋麗惟
- 根本明日香 - 日向泉
- 加藤エレナ - 立花陽香
- 悪女三人衆
  - 栄子 - 気谷ゆみか
  - 美子 - 伊藤れいこ
  - 詩子 - 相川晴南
- 伊藤直人 - 吉川正洋
- 白田亜由美 - 川村ゆきえ ※保健室の先生　ミスマガのライバルの制コレ出身。

#### スタッフ
- 原作：克・亜樹
- 監督：仁同正明（第1話〜第8話）大垣一穂（第9話、第10話）
- 撮影：早坂伸
- 脚本：千寿みのり、笹原ひとみ、丹保あずさ、上野耕一郎
- プロデューサー：山守文雄
- 製作著作：熱いぞ!猫ヶ谷!!　製作委員会（ザ・ワークス、講談社、メ〜テレ、博報堂DYメディアパートナーズ、V.F.パートナーズ）
- 制作協力：CUCCI（株式会社　虹）

#### 主題歌
- Tomato n' Pine「10月のインディアン」
- 奥田しおり（でちゃう!ガールズ）「18才」（エンディングテーマ）

#### 放送日程
※放映時の画面中にはサブタイトル表記なし。地デジの番組表には表記されていた。
| 各話   | 放送日（メ〜テレ） | サブタイトル                   | ヒロイン   |
| ------ | ------------------ | ------------------------------ | ---------- |
| 第1話  | 2010年10月8日      | 水着だらけの熱い女子高         | 高木古都   |
| 第2話  | 2010年10月15日     | 脱ぎなさい!恥ずかしがり屋さん  | 大谷澪     |
| 第3話  | 2010年10月29日     | 脱ぎなさい!巨乳転校生          | 日向泉     |
| 第4話  | 2010年11月5日      | 脱ぎなさい!ひきこもりさん      | 新川優愛   |
| 第5話  | 2010年11月12日     | 脱ぎなさい!ヤンキー少女        | 立花陽香   |
| 第6話  | 2010年11月19日     | 脱ぎなさい!ロリータ少女        | あいか     |
| 第7話  | 2010年12月3日      | 脱ぎなさい!大和撫子            | 清水富美加 |
| 第8話  | 2010年12月10日     | 脱ぎなさい!男装少女            | 川嶋麗惟   |
| 第9話  | 2010年12月17日     | 脱ぎなさい!かまってちゃん      | 佐武宇綺   |
| 第10話 | 2010年12月24日     | 育美の初恋!制服を脱がせないで! | 小池唯     |

熱いぞ!猫ヶ谷!!スペシャルトークバラエティ（スピンオフ作品）が、エンタメーテレで、2011年1月放映。

#### 放送局
| 放送地域   | 放送局                            | 放送期間                        | 放送日時                | 系列           | 備考                             |
| ---------- | --------------------------------- | ------------------------------- | ----------------------- | -------------- | -------------------------------- |
| 中京広域圏 | メ～テレ                          | 2010年10月8日 - 2010年12月24日  | 金曜 25:29 - 25:59      | テレビ朝日系列 | 制作局、月最終週は休止           |
| 愛媛県     | 南海放送                          | 2010年10月8日 - 2010年12月17日  | 金曜 25:53 - 26:23      | 日本テレビ系列 |                                  |
| 神奈川県   | テレビ神奈川                      | 2010年10月9日 - 2010年12月11日  | 土曜 23:30 - 24:00      | 独立局         |                                  |
| 石川県     | 北陸朝日放送                      | 2010年10月9日 - 2010年12月18日  | 土曜 25:00 - 25:30      | テレビ朝日系列 |                                  |
| 埼玉県     | テレビ埼玉                        | 2010年10月12日 - 2010年12月14日 | 火曜 23:30 - 24:00      | 独立局         |                                  |
| 福岡県     | 九州朝日放送                      | 2010年10月12日 - 2010年12月14日 | 火曜 26:20 - 26:50      | テレビ朝日系列 | 原作者出身地                     |
| 群馬県     | 群馬テレビ                        | 2010年10月14日 - 2010年12月16日 | 木曜 23:30 - 24:00      | 独立局         |                                  |
| 栃木県     | とちぎテレビ                      | 2010年10月14日 - 2010年12月16日 | 木曜 23:00 - 23:30      | 独立局         |                                  |
| 静岡県     | 静岡朝日テレビ                    | 2010年10月22日 -                | 不定期                  | テレビ朝日系列 | 2011年8月までに7話まで放送       |
| 日本全国   | エンタメ〜テレ☆シネドラバラエティ | 2010年12月16日 - 2011年2月24日  | 木曜 23:00 - 23:25 ほか | CS放送         |                                  |
| 熊本県     | 熊本朝日放送                      | 2011年1月6日 - 2011年3月17日    | 木曜 25:15 - 25:45      | テレビ朝日系列 |                                  |
| 北海道     | テレビ北海道                      | 2011年1月14日 - 2011年4月1日    | 金曜 26:00 - 26:30      | テレビ東京系列 |                                  |
| 新潟県     | 新潟放送                          | 2011年1月23日 - 2011年4月3日    | 日曜 24:50 - 25:20      | TBS系列        |                                  |
| 大阪府     | テレビ大阪                        | 2011年2月4日 - 2011年4月8日     | 金曜 25:53 - 26:23      | テレビ東京系列 |                                  |
| 大分県     | 大分朝日放送                      | 2011年3月31日 - 2011年4月28日   | 木曜 25:20 - 25:50      | テレビ朝日系列 | 1・2・4・8・9・10話のみ          |
| 東京都     | TOKYO MX (S2<092>ch)              | 2011年4月2日 - 2011年6月4日     | 土曜 25:00 - 25:30      | 独立局         |                                  |
| 福島県     | 福島放送                          | 2011年4月23日 - 2011年6月25日   | 土曜 25:00 - 25:30      | テレビ朝日系列 | 番組CMには大谷澪と日向泉が出演。 |
| 長野県     | 長野朝日放送                      | 2011年4月30日 - 2011年7月2日    | 土曜 25:30 - 26:00      | テレビ朝日系列 |                                  |
| 鹿児島県   | 鹿児島放送                        | 2011年8月7日 - 2011年10月16日   | 日曜 25:30 - 26:00      | テレビ朝日系列 |                                  |
| 宮城県     | 東日本放送                        | 2012年8月11日 - 2012年10月20日  | 土曜 25:30 - 26:00      | テレビ朝日系列 |                                  |
| 広島県     | 中国放送                          | 2012年10月1日 -                 | 月曜 25:11 - 25:41      | TBS系列        |                                  |

2011年1月より、メ〜テレで再放映開始。テレビ朝日系列フルネット局が所在する地域でも、愛媛県（本来は愛媛朝日テレビ）・北海道（本来は北海道テレビ）・新潟県（本来は新潟テレビ21）・広島県（本来は広島ホームテレビ）・大阪府（本来はABC）では他系列局が、関東広域圏（本来はテレビ朝日）では独立局が放送している。

### 第2期『もっと熱いぞ!猫ヶ谷!!』
『もっと熱いぞ!猫ヶ谷!!』は2011年に制作・放送のテレビドラマ。前作同様、ミスマガジンが週代わりにヒロインを務めるが、今回はミスマガジン2011各賞受賞者が中心となっている。1話完結、全10話。ドラマの舞台は前作と同じ、女子高である。
2012年1月14日から全10話（2話ずつのカップリングで各1週間限定）が3D映画として劇場公開された。

#### キャスト
- 太字はメインキャラクター。◎印は前作に続き出演。

- 押野愛美 - 秋月三佳
- 城田さゆり - 綾乃美花
- 西園寺ひろみ - 衛藤美彩
- 山本ゼタ久美子 - 朝倉由舞
- 我従院光子 - 篠原愛実
- 奥野葵 - 能條愛未（麻生梨里子)
- 山中亜美（美術教師） - 山口沙紀
- 紺野あかね - むとう水華
- 紺森ももこ - 百川晴香
- 江住サチコ - 浜乃りれい
- 英理庵恵梨香 - 安藤遥
- 田川栞莉 - 高木古都◎
- 悪女三人衆
  - 栄子 - 気谷ゆみか◎
  - 美子 - 伊藤れいこ◎
  - 飯子 - 木下麗菜
- 多治見晴夫 - 松雪オラキオ
- 井出ゆう - 手島優

#### スタッフ
- 原作：克・亜樹
- 監督：仁同正明
- 撮影：蜜谷司
- 脚本：上野耕一郎、近藤一彦、廣田正興
- プロデューサー：山守文雄
- 製作著作：もっと熱いぞ!猫ヶ谷!!　製作委員会（ティーズ、講談社、メ〜テレ、博報堂DYメディアパートナーズ、V.F.パートナーズ）
- 制作協力：ティーズ、CUCCI（株式会社　虹）

#### 主題歌
- 『答えのない日々達へ -Yな日常-』Yohei Nakamura（a-records）（オープニングテーマ）
- 『キュンと大好き!』NKO☆Lovers（FORM JAPAN RECORDS）（エンディングテーマ）

#### 放送日程
| 各話            | サブタイトル               | ヒロイン                |
| --------------- | -------------------------- | ----------------------- |
| 1話             | 水着の制服vs.セーラー服    | 綾乃美花                |
| 2話             | 変装するチアリーダー       | 衛藤美彩                |
| 3話             | 脱ぎなさい!帰国子女        | 朝倉由舞                |
| 4話             | 歴女が水着に着替えたら     | 篠原愛実                |
| 5話             | ご注文は?ファミレス娘      | 能條愛未 （麻生梨里子） |
| 6話             | 冷たい美人女教師           | 山口沙紀                |
| 7話             | スクール水着軍団の殴り込み | むとう水華 百川晴香     |
| 8話             | 女王様!女子高生            | 浜乃りれい              |
| 9話             | エイリアン水着との遭遇     | 安藤遥                  |
| 10話 （最終回） | グラドル好き女子高生       | 秋月三佳                |

#### 放送局
| 放送地域   | 放送局                            | 放送期間                        | 放送日時           | 系列           | 備考                             |
| ---------- | --------------------------------- | ------------------------------- | ------------------ | -------------- | -------------------------------- |
| 中京広域圏 | メ～テレ                          | 2011年10月13日 - 2011年12月15日 | 木曜 25:25 - 25:55 | テレビ朝日系列 | 制作局                           |
| 埼玉県     | テレビ埼玉                        | 2011年10月13日 - 2011年12月15日 | 木曜 25:05 - 25:35 | 独立局         | 同日20分先行                     |
| 福岡県     | 九州朝日放送                      | 2011年10月4日 - 2011年12月6日   | 火曜 26:50 - 27:20 | テレビ朝日系列 | 9日先行                          |
| 北海道     | テレビ北海道                      | 2011年10月21日 - 2011年12月23日 | 金曜 25:30 - 26:00 | テレビ東京系列 |                                  |
| 長野県     | 長野朝日放送                      | 2011年11月5日 - 2012年1月14日   | 土曜 25:30 - 26:00 | テレビ朝日系列 |                                  |
| 日本全国   | エンタメ〜テレ☆シネドラバラエティ | 2011年11月17日 - 2012年1月19日  | 木曜 22:30 - 23:00 | CS放送         |                                  |
| 日本全国   | BS朝日                            | 2012年1月22日 - 2012年3月25日   | 日曜 26:00 - 26:30 | BSデジタル放送 | 第7話・第8話は金曜 26:00 - 26:30 |
| 鹿児島県   | 鹿児島放送                        | 2012年4月8日 - 2012年6月17日    | 日曜 25:45 - 26:15 | テレビ朝日系列 |                                  |
| 大分県     | 大分朝日放送                      | 2012年4月12日 - 2012年4月22日   | 深夜集中放送       | テレビ朝日系列 |                                  |
| 東京都     | TOKYO MX (S2<092>ch)              | 2012年6月30日 - 2012年9月2日    | 土曜 26:30 - 27:00 | 独立局         |                                  |
| 熊本県     | 熊本朝日放送                      | 2012年7月14日 - 2012年9月29日   | 土曜 26:10 - 26:40 | テレビ朝日系列 |                                  |
| 広島県     | 中国放送                          | 2012年12月17日 -                | 月曜 24:50 - 25:20 | TBS系列        |                                  |
| 群馬県     | 群馬テレビ                        | 2013年1月1日 - 1月4日           | 深夜集中放送       | 独立局         |                                  |

## 舞台
2016年3月16日から20日に品川プリンスホテル クラブeXで上演。総合演出は堤幸彦、演出は佐藤徹也、脚本はなるせゆうせいが担当。

### キャスト
キャストはコミュニケーションアプリ「DMM.yell」で開催のオーディションで決定した。
- 押切貴澄 - 片岡沙耶
- 久下柿子 - 藤井瑛実加
- 星宮亜音 - 松岡里英
- 恩田クララ - 天木じゅん
- 日向歩智子（ポチ） - 遠藤三貴
- 伊吹冬斗 - 輝山立
- 官能姉 - 平塚奈菜
- 桜木先生 - 柴小聖
- 田島先生 - 菜乃花
- 西城美土里 - 鈴木ふみ奈
- 鮫島秘書 - 青山ひかる
- 伊吹春香 - 白石みずほ
- 官能妹 - 塚本舞
- 伊吹秋子 - 辺見レナ
- 職員アイ - 柳瀬早紀
- 左近 - 市川咲
- 右近 - 夏目愛海
- 新市長 - 野添義弘
- 校長先生 - 多田木亮佑
- エコ仙人 - 信川清順
- 小曽根先生 - 森下悠里（特別出演）

## 関連商品

### 単行本
- 第1巻（2010年5月6日）ISBN 978-4-06-361895-2
- 第2巻（2010年10月16日）ISBN 978-4-06-361935-5
- 第3巻（2011年1月6日）ISBN 978-4-06-361984-3
- 第4巻（2011年5月6日）ISBN 978-4-06-382029-4
- 第5巻（2011年6月6日）ISBN 978-4-06-382038-6
- 第6巻（2011年7月6日）ISBN 978-4-06-382050-8

### DVD
- 第1巻（2010年11月5日、バップ）VPBX-15481
- 第2巻（2010年12月3日、バップ）VPBX-15482
- 第3巻（2011年1月7日、バップ）VPBX-15483
- 第4巻（2011年2月4日、バップ）VPBX-15484
- 第5巻（2011年3月4日、バップ）VPBX-15485
- DVD-BOX I（2011年1月7日、バップ）VPBX-15975
- DVD-BOX II（2011年3月4日、バップ）VPBX-15976

## イベント
- 熱いぞ!猫ヶ谷!!放送直前イベント（2010年9月25日、メ〜テレ秋まつり2010・名古屋栄久屋大通公園エンゼル広場）
- 熱いぞ!猫ヶ谷!!卒業式イベント（2011年4月24日、講談社アトリウム棟）